# Скаббия, Кристина
Кристина Адриана Кьяра Скаббия (итал. Cristina Adriana Chiara Scabbia [kɾisˈtiːna adɾiˈaːna kiˈaːɾa ˈskabːja]; род. 6 июня 1972 года в Милане, Италия) — вокалистка итальянской готик-метал-группы Lacuna Coil. Вместе с бывшим участником группы Pantera Винни Полом (умер 22 июня 2018) писала статьи в популярном журнале о рок-музыке Revolver. Наставница в шоу The Voice of Italy.

## Биография
Скаббия участвовала в записи композиций Megadeth «À Tout le Monde (Set Me Free)», Apocalyptica «S.O.S. (Anything But Love)» и Alter Bridge «Watch Over You». Хотя она привлекает к себе внимание благодаря своей внешности, Кристина считает лучшим для себя комплиментом от поклонников — положительные отзывы о её голосе.
В прошлом Кристина имела отношения с партнёром по группе Lacuna Coil, басистом Марко Коти Дзелати.
С 2004 года встречалась с Джеймсом «Джимом» Рутом, гитаристом группы Slipknot. В мае 2017 года пара рассталась, о чём певица сообщила на своей странице в Instagram и Facebook